# Фрик, Марио
Ма́рио Фри́к (нем. Mario Frick; род. 7 сентября 1974, Кур) — лихтенштейнский футболист, защитник и нападающий. В настоящее время — главный тренер клуба «Люцерн».
Выступал за национальную сборную Лихтенштейна, где играл в качестве капитана. Рекордсмен сборной страны по количеству забитых в ворота соперников мячей.

## Биография
Марио Фрик родился в швейцарском Куре в семье Йозефа и Эстер Фриков. Является воспитанником детской футбольной школы «Бальцерс», где впоследствии в 16-летнем возрасте дебютировал в основном составе взрослой команды. Выступать за сборную «Супер-Марио» начал ещё тогда, когда взаимоотношения национальной команды княжества с другими сборными ограничивались исключительно товарищескими матчами. Дебют Фрика в сборной пришёлся на товарищеский матч в Бальцерсе со сборной Эстонии 25 октября 1993 года, завершившийся поражением хозяев со счётом 0:2.
Ранняя профессиональная карьера Фрика была связана со Швейцарией. Поздней осенью 1993 года он в течение четырёх недель тренировался вместе с возглавляемым Кристианом Гроссом «Грассхоппером». За свой основной клуб «Бальцерс», в тот момент выступавший во 2 лиге швейцарского футбола (четвёртый по силе дивизион Швейцарии), в сезоне 1993/94 Супер-Марио наколотил 45 мячей, из них 36 — в чемпионате страны.
Незадолго до своего 20-летия Марио перешёл в «Санкт-Галлен», где за два года провёл 60 матчей в чемпионате. В «Базеле» Фрик являлся одним из основных нападающих клуба. Кроме того, там он познакомился со своей будущей женой Изабелле. В «Цюрихе» голевой урожай Фрика был не столь обильным, поскольку он использовался не в качестве форварда, а в качестве вингера. Отпраздновав вместе с клубом победу в розыгрыше кубка Швейцарии 2000 года, Марио Фрик переехал на Апеннины.
16 голов в 23 матчах в составе «Ареццо» стали достойной рекомендацией для дальнейшего роста. В «Эллас Вероне» Фрик организовал добротную линию нападения вместе с Адрианом Муту и Мауро Каморанези. Кроме того, партнёрами лихтенштейнца по клубу были Марко Кассетти, Альберто Джилардино, Массимо Оддо и Руслан Нигматуллин. Однако наличие таких исполнителей не спасло веронцев от вылета в Серию B. Сам Фрик следующие четыре года провёл в составе другого представителя Серии B — «Тернаны». 44 гола в 133 матчах убедили всех, что возвращение Фрика в элиту итальянского футбола — это лишь вопрос времени. Отыграв следующие три года за «Сиену», Марио не стал продлевать контракт с клубом.
Летом 2009 года Фрик на правах свободного агента подписал контракт с «Санкт-Галленом 1879». За клуб в чемпионате Швейцарии Марио в 41 матче пять раз поразил ворота соперников и пять раз отдавал партнёрам результативные передачи. В сезоне 2009/10 «Санкт-Галлен» занял в чемпионате страны шестое место.
В розыгрыше кубка Швейцарии Фрик провёл за «Санкт-Галлен» шесть матчей и забил один мяч. В сезоне 2009/10 клуб дошёл до полуфинала турнира, где неожиданно уступил «Лозанне», упустив возможность пробиться в Лигу Европы.
В январе 2011 года контракт Фрика с «Санкт-Галленом» был расторгнут по обоюдному согласию сторон, и 31 января Супер-Марио вошёл в состав цюрихского «Грассхоппера». Первым матчем в чемпионате для Фрика стала игра против бывшего клуба на «АФГ Арене». Уже на восьмой минуте Марио открыл счёт в матче, а в итоге «Грассхоппер» одержал победу 4:1. Из-за травмы Фрик отыграл за «кузнечиков» только восемь игр, а гол в дебютной игре так и остался единственным на его счету.
Летом 2011 года Фрик объявил о возвращении в «Бальцерс». «Я стольким обязан этому клубу, — отметил Марио, — что пришло время ему что-то вернуть». 28 мая 2013 года Фрик подписал контракт с родной командой в качестве играющего тренера. В 69 матчах чемпионата за «Бальцерс» забил семь мячей и отдал две голевые передачи. Последний матч провёл 28 мая 2016 года против «Эшен-Маурена». В следующем сезоне попадал в заявку на матчи, однако на поле не выходил.

## Достижения

### Командные
Цюрих
- Победитель Кубка Швейцарии (1): 2000

Бальцерс
- Обладатель Кубка Лихтенштейна (2): 1991, 1993

### Личные
- Лучший футболист Лихтенштейна (4): 1994, 1999, 2002, 2007
- Лучший бомбардир в истории сборной Лихтенштейна (16)
- Лучший тренер Лихтенштейна: 2013

## Голы за сборную
За сборную Марио Фрик провёл 125 матчей, в которых забил в ворота соперников 16 мячей. Также на счету Фрика значится один автогол.
| Дата            | Стадион                             | Соперник          | Результат1 | Статус матча       | Минута (счёт)   |
| --------------- | ----------------------------------- | ----------------- | ---------- | ------------------ | --------------- |
| 6 сентября 1997 | «Шпортпарк Эшен-Маурен», Эшен (д)   | Румыния           | 1:8        | ОЧМ-1998, группа 8 | 64' (1:7)       |
| 14 октября 1998 | «Райнпарк», Вадуц (д)               | Азербайджан       | 2:1        | ОЧЕ-2000, группа 7 | 47' (п) (1:0)   |
| 7 июня 2000     | «Баденова», Фрайбург в Брайсгау (г) | Германия          | 2:8        | ТМ                 | 56' (2:2)       |
| 21 августа 2002 | «Торшвотль», Торсхавн (г)           | Фарерские острова | 1:3        | ТМ                 | 45' (п) (1:0)   |
| 20 августа 2003 | «Райнпарк», Вадуц (д)               | Сан-Марино        | 2:2        | ТМ                 | 16' (1:0)       |
| 13 октября 2004 | «Жози Бартель», Люксембург (г)      | Люксембург        | 4:0        | ОЧМ-2006, группа 3 | 57' (п) (3:0)   |
| 17 ноября 2004  | «Райнпарк», Вадуц (д)               | Латвия            | 1:3        | ОЧМ-2006, группа 3 | 31' (1:1)       |
| 7 сентября 2005 | «Райнпарк», Вадуц (д)               | Люксембург        | 3:0        | ОЧМ-2006, группа 3 | 38' (1:0)       |
| 6 сентября 2006 | «Уллеви», Гётеборг (г)              | Швеция            | 1:3        | ОЧЕ-2008, группа F | 27' (1:1)       |
| 6 октября 2006  | «Райнпарк», Вадуц (д)               | Австрия           | 1:2        | ТМ                 | 68' (1:0)       |
| 28 марта 2007   | «Райнпарк», Вадуц (д)               | Латвия            | 1:0        | ОЧЕ-2008, группа F | 17' (1:0)       |
| 22 августа 2007 | «Уиндзор Парк», Белфаст (г)         | Северная Ирландия | 1:3        | ОЧЕ-2008, группа F | 89' (1:3)       |
| 17 октября 2007 | «Райнпарк», Вадуц (д)               | Исландия          | 3:0        | ОЧЕ-2008, группа F | 28' (1:0)       |
| 11 октября 2008 | «Миллениум», Кардифф (г)            | Уэльс             | 0:2        | ОЧМ-2010, группа 4 | 80' (а/г) (0:2) |
| 6 июня 2009     | Олимпийский стадион, Хельсинки (г)  | Финляндия         | 1:2        | ОЧМ-2010, группа 4 | 13' (1:0)       |
| 7 сентября 2010 | «Хэмпден Парк», Глазго (г)          | Шотландия         | 1:2        | ОЧЕ-2012, группа I | 47' (1:0)       |
| 17 ноября 2010  | «А. Ле Кок Арена», Таллин (г)       | Эстония           | 1:1        | ТМ                 | 35' (1:0)       |

1. Первым указано число голов, забитых сборной Лихтенштейна

- д = дома
- г = в гостях
- п = пенальти
- а/г = автогол
- ТМ = товарищеский матч
- ОЧЕ = отборочный турнир к чемпионату Европы
- ОЧМ = отборочный турнир к чемпионату мира

## Семья
Женат, супруга Изабелле (с 22 июня 2001). У пары двое сыновей: Яник — родился 27 мая 1998 и Ноа Зинедин — родился 16 октября 2001. Оба сына также стали футболистами и выступают за сборную Лихтенштейна. День, когда родился Яник, Марио называет самым эмоциональным и замечательным днём в своей жизни.